# Ilija Walow
Ilija Walow (bulgarisch Илия Вълов, wiss. Transliteration Ilija Vălov; * 29. Dezember 1961 in Knescha; † 13. Juli 2024 in Wraza) war ein bulgarischer Fußballspieler. In der höchsten Spielklasse des ostdeutschen Fußballs, der Oberliga, spielte er für den FC Berlin. Der Torwart bestritt für die bulgarische Nationalmannschaft 34 A-Länderspiele.

## Sportliche Laufbahn

### Vereinskarriere
Seine fußballerische Ausbildung genoss der spätere Nationaltorwart ab 1971 bei Botew Wraza. Bis 1988 etablierte sich Walow als Stammkeeper bei diesem Team im bulgarischen Männerfußball. Mit ZFKA Sredez Sofia reüssierte der Keeper Ende der 1980er-Jahre auf europäischem Parkett. 1988/89 erreichte Walow im Europapokal der Pokalsieger das Halbfinale mit der Armeeelf. Im Folgespieljahr drang er mit dem bulgarischen Champion ins Viertelfinale des Europapokals der Landesmeister vor.
In der letzten eigenständigen Saison des ostdeutschen Erstligafußballs stand er nach einer kurzen Stippvisite bei Lokomotive Sofia ab Herbst 1990 beim früheren Serienmeister des DDR-Fußballs, dem damals als FC Berlin antretenden BFC Dynamo, unter Vertrag. Er wurde dabei in 17 Punktspielen zwischen den Pfosten aufgestellt. In der Qualifikationsrunde zur 2. Bundesliga verpassten die Berliner mit dem bulgarischen Schlussmann den Einzug in den gesamtdeutschen Profifußball. In der zweiten Jahreshälfte 1991 hatte Walow kurzzeitig eine Anstellung beim FK Austria Wien. Für die Österreicher spielte Walow einmal im Europapokal und siebenmal in der Bundesliga. Nach einem Abstecher in die Heimat zu Dobrudscha Dobritsch 1992 zählten noch auf zwei Stationen in der Türkei zu seiner Profilaufbahn: Zunächst Karşıyaka Izmir und dann Denizlispor.

### Auswahleinsätze
Zwischen 1983 und 1990 boten ihn die Trainer der bulgarischen A-Nationalmannschaft in 34 Partien auf. Bei der WM 1986 in Mexiko zählte er als zweiter Torhüter hinter Borislaw Michajlow zum Kader der Osteuropäer, wurde aber im Turnierverlauf nicht eingesetzt. Sein Debüt gab Walow im Sommer 1983 gegen Griechenland. Seinen Abschied von der bulgarischen A-Auswahl nahm er in einem Testspiel gegen Schweden im September 1990. Von seinen 34 Einsätzen waren 25 Begegnungen Freundschaftsspiele sowie sieben Partien WM- und zwei Matches EM-Qualifikationstreffen.